# كلير بي. بيرد
كلير بي. بيرد (بالإنجليزية: Claire B. Bird)‏ هو محامي وسياسي أمريكي، ولد في 1868. حزبياً، نشط في الحزب الجمهوري. وقد انتخب عضو مجلس ولاية ويسكونسن.